# Mike Jones (baloncestista)
Michael Fritzthadus Jones , conocido como Mike Jones, (nacido el 10 de febrero de 1967 en Columbus, Georgia)  es un exjugador de baloncesto estadounidense. Con 2,01 de estatura, jugaba en la posición de alero.

## Equipos
- 1987-1988 Pensacola Tornados.
- 1988 Jersey Shore Bucs.
- 1988-1989 PAOK Salónica.
- 1989-1990 Aris Salónica BC.
- 1990-1992 EB Pau Orthez.
- 1992-1993 FC Barcelona.
- 1993-1994  Pitch Cholet.
- 1994-1995 EB Pau Orthez.
- 1995-1996 Hapoel Holon.
- 1995-1996 CB Murcia.5 partidos.
- 1996-1998  Peñarol Mar del Plata.
- 1998-2001 Apollon Limassol.
- 2002-2003 Welcome Montevideo
- 2003-2004 Asteras Limassol
- 2004-2005 Morphou Dighenis Akridas
- 2005-2006 Apollon Limassol